# اسپینسا د سراتو
اسپینسا د سراتو (به اسپانیایی: Espinosa de Cerrato) یک شهرستان در اسپانیا است که در استان پالنسیا واقع شده‌است.

## خصوصیات
اسپینسا د سراتو ۴۵ کیلومترمربع مساحت و ۲۲۵ نفر جمعیت دارد.